# Chacolí de Guetaria
Chacolí o Txakoli de Getaria (en vasco, Getariako Txakolina) es una denominación de origen española establecida en 1990 para el vino chacolí originario de la zona vitícola de Guetaria. A esta denominación pertenecían originalmente los municipios vascos de Guetaria, Zarauz y Aya, pero en 2007 la zona de producción fue ampliada a todos los municipios de la provincia de Guipúzcoa.
Hecho de forma artesanal hasta hace dos décadas, este chacolí o vino "hecho en el caserío" es ideal para acompañar los excelentes pescados y mariscos que se sirven en los prestigiosos restaurantes que se encuentran en esta área geográfica.

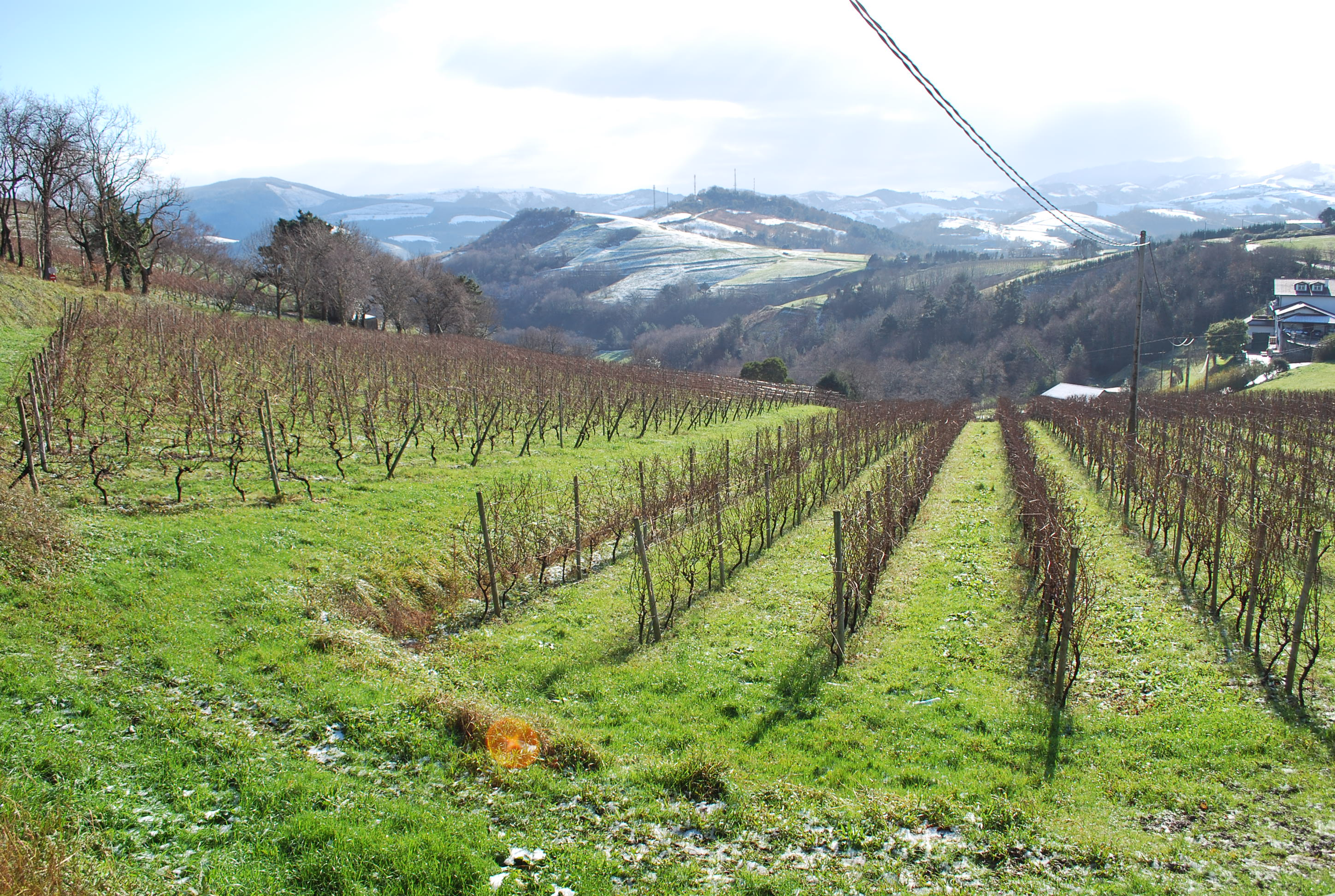
Viñedos de Txakolí en Zarauz

Apenas existe producción de vino tinto o rosado. El blanco, con su característico color entre amarillo pálido y pajizo con tonos verdosos, tiene un sabor fresco y ligeramente ácido en la boca. Se sirve a distancia sobre vaso ancho y chato, de un modo que recuerda la forma de escanciar la sidra, y ha de consumirse mientras el borde de espuma que se forma al vertirlo no desaparece.
La denominación de origen protegida Getariako Txakolina o Chacolí de Getaria o Txakolí de Getaria obtuvo su registro ante la Unión Europea el 19 de febrero de 1999. También cuenta con registro ante la Organización Mundial de la Propiedad Intelectual desde 22 de junio de 2021.

## El entorno
El área de producción se encuentra próxima a la costa, en las pendientes del sureste, protegida así de los vientos marinos y con una mayor insolación. Se cultiva sobre pendientes escarpadas, no siempre en terrazas, donde las vides son guiadas con alambres o "flotan" sobre pilares de tierra. La base del suelo es de arcilla sobre la que se asienta una capa de arenisca. La altitud oscila entre casi el nivel del mar hasta los 100 metros. Las precipitaciones alcanzan los 1600 mm de media anual y las temperaturas oscilan entre los 2 °C de mínima en invierno y los 35 °C de máxima en verano.

## Uvas
Tintas
- Hondarribi Beltza

Blancas
- Hondarribi Zuri

## Bodegas con denominación de Origen 'Getariako Txakolina' por zonas
- Agerre
- Aizpurua
- Akarregi Txiki
- Aldako
- Ameztoi
- Arbela
- Arregi
- Basa Lore
- Bengoetxe
- Roke Eizaguirre
- Elkano
- Etxetxo
- Flysch (Gorosti)
- Gaintza
- Gañeta
- Hika
- Hiruzta
- Inazio Urruzola
- Kataide
- Katxiña
- K5 Argiñano
- Mokoroa
- Rezabal
- Sagarmiña
- Talai Berri
- Txomin Etxaniz
- Ulacia
- Upaingoa
- Urki
- Urkizahar
- Zudugarai

## Añadas
- 1990 Buena
- 1991 Buena
- 1992 Buena
- 1993 Buena
- 1993 Buena
- 1995 Buena
- 1996 Buena
- 1997 Buena
- 1998 Buena
- 1999 Buena
- 2000 Muy buena
- 2001 Muy buena
- 2002 Buena
- 2003 Muy buena
- 2004 Buena
- 2005 Muy buena
- 2006 Muy buena
- 2007 Buena